# Операция в бухте Кочинос
Операция в бухте Кочинос, или Операция на Плайя-Хирон, или Операция «Запата» — военная операция по высадке на Кубе формирования кубинских эмигрантов, организованная в апреле 1961 года при участии правительства США с целью свержения правительства Фиделя Кастро. В англоязычных источниках фигурирует под названием Высадка в заливе Свиней (англ. Bay of Pigs Invasion).

## Предыстория
После кубинской революции правительство Фиделя Кастро стало проводить реформы, во многом социалистического характера, что затрагивало интересы местных и иностранных собственников. США стали рассматривать возможности смены революционного правительства. 14 января 1960 года на заседании Совета национальной безопасности США заместитель госсекретаря США по межамериканским делам Рой Руботтом описал развитие отношений с Кубой на начало 1960 года:
- январь-март 1959 года представляли собой время «медового месяца», к апрелю отношения ухудшились;
- в июне было решено, что США не могут достичь своих целей, пока Кастро остаётся у власти, в июле-августе началась разработка программы замены Кастро;
- однако, некоторые американские компании ещё надеялись на успех их переговоров с Кастро, и потому исполнение программы было отложено. Окончательный проект программы был представлен президенту США 31 октября.

Идея программы поначалу состояла в поддержке кубинской оппозиции, при этом планировалось, что со стороны падение Кастро будет казаться результатом его собственных ошибок. В эту программу, по-видимому, входили воздушные бомбардировки экономических целей на Кубе, которые проводились кубинскими беженцами. В начале января 1960 года директор ЦРУ А. Даллес представил президенту Эйзенхауэру программу саботажа на сахарных заводах Кубы. Эйзенхауэр согласился с тем, что настало время активных действий, но предложил разработать более амбициозные и агрессивные действия против Кастро.
На уже упомянутом заседании Совета национальной безопасности США 14 января 1960 года помощник госсекретаря США по политическим вопросам Ливингстон Мерчант сообщил, что госдеп «работает с ЦРУ над кубинскими проблемами» с целью «ускорить развитие оппозиции на Кубе», что привело бы к власти «новое правительство, благосклонное к американским интересам».

## Эволюция характера операции
17 марта 1960 года Эйзенхауэр утвердил решение об операции против Кубы и свержении правительства страны. План на этот момент предусматривал четыре направления:
1. создание единой кубинской оппозиции;
2. развёртывание радиостанции для «серого» вещания на Кубу на коротких и длинных волнах;
3. продолжение создания на Кубе разведывательной и подрывной сети;
4. продолжение подготовки к созданию военизированной силы вне Кубы.

По сути, на этой стадии предлагалось сочетание партизанских действий и психологической войны. ЦРУ немедленно занялось подготовкой 300 партизан, сначала в США и зоне Панамского канала, а затем в Гватемале. Радиостанция на острове Большой Сисне начала действовать 17 мая с использованием оборудования, оставшегося на острове после использования его для радиопропаганды в рамках операции PBSUCCESS. В июне ЦРУ удалось сформировать из раздробленной кубинской оппозиции (184 группы по подсчётам самого ЦРУ) Кубинский демократический революционный фронт (КДРФ).
18 августа 1960 года на совещании в Белом доме Эйзенхауэр распорядился выделить на цели операции 13 млн долларов и разрешил использовать имущество и персонал министерства обороны США, но тогда же потребовал, чтобы американские военные не принимали непосредственного участия в военных действиях.
Осенью 1960 года ЦРУ осознало, что партизанская война может не достичь критической массы, необходимой для восстания против Кастро, и характер операции стал изменяться от партизанской войны к высадке морского десанта. В группe WH/4, занимавшейся подготовкой операции, в сентябре появился военный советник — полковник морской пехоты Дж. Хокинс. В переписке ЦРУ 31 октября 1960 года было указано, что, согласно ещё не утверждённому плану, диверсионная группа составит не более 60 человек, а в десантной операции будут участвовать не менее 1500 человек в составе нескольких батальонов, и, возможно, спецназ США.
После провала операций по высадке и снабжению партизанских групп в октябре 1960 года, на заседании в Белом доме 29 ноября ЦРУ предложило новый план на утверждение президенту, явно раздражённому устойчивостью власти Кастро на Кубе. Никто из собравшихся не возразил против нового подхода; Эйзенхауэр по-прежнему требовал, чтобы «рука Америки не была видна». Решение использовать высадку десанта, как и многие другие, не было записано на бумаге; как и в других случаях, президент не вовлекался в детали секретных операций, что было необходимо для сохранения им возможности правдоподобного отрицания.
4 января 1961 года ЦРУ представило новый план, по словам историка П. Глейхесиса, «наиболее реалистичный» и гораздо более продуманный, чем последующие планы «Тринидад» и «Запата». План предусматривал следующую последовательность действий:
- десант из 750 человек захватывает небольшой плацдарм на территории Кубы. Целью десанта будет выживание и удержание плацдарма в условиях полного превосходства в воздухе. Документ явно говорил, что операция не должна проводиться, если нет возможностей для тактической авиационной поддержки и предлагал использовать аэродромы во Флориде, делая невозможной иллюзию американского невмешательства;
- ЦРУ ожидало, что в течение нескольких недель после высадки начнётся всеобщее восстание против Кастро, которое завершится успехом в течение ещё нескольких недель. До начала такого восстания десант не должен пытаться расширить плацдарм;
- если восстание не начнётся, то на плацдарм будет высажено временное правительство, которое будет признано США и, возможно, другими латиноамериканскими странами и запросит помощи. Эта помощь будет предоставлена в форме прямой военной интервенции США.

При Эйзенхауэре вооружённые силы США привлекались исключительно для поддержки и не использовались в планировании; хотя представители Комитета начальников штабов и присутствовали на всех ключевых совещаниях и не высказывали возражений, их никогда не просили оценить планы ЦРУ или качество подготовки десантников. Кеннеди немедленно привлёк военных к обсуждению планов, выявив на совещании 28 января 1961 года существенные разногласия в позициях. Докладываемые президенту планы в этот момент изменились: Ричард М. Бисселл, ответственный за планирование операции, в меморандуме Кеннеди от 8 февраля говорил об оптимизме ЦРУ и министерства обороны по поводу вторжения: «в худшем случае десант сможет пробиться в горы, а в лучшем — развернуть широкомасштабную гражданскую войну, в которой мы сможем открыто поддержать противников Кастро». В то же время дипломат Т. Манн считал, что шансы на быстрое восстание против Кастро отсутствуют, и США по сути придётся выбирать между потерей десанта, сложностями снабжения партизан в горах и прямым вмешательством.
План «Тринидад», рекомендованный ЦРУ 11 марта 1961 года, включал захват и удержание плацдарма около города Тринидад, отражение атак кубинского ополчения и создание условий для широкомасштабного восстания. В случае неуспеха, десантники должны были отойти в близлежащие горы и перейти к партизанской войне. План умалчивал о том, как десантники — после поражения на плацдарме — будут пробиваться к горам сквозь окружение, но отмечал, что «временное правительство должно быть высажено немедленно после захвата плацдарма». В случае успешного течения операции, правительство предполагалось признать и тем создать условия для, по крайней мере, негосударственной материальной поддержки. Кеннеди отверг план, потребовав сменить его на менее грандиозный, который мог бы более правдоподобно выглядеть, как чисто кубинская операция.
Уже 15 марта ЦРУ предложило три новых варианта:
- уменьшенный вариант «Тринидада», с ночной высадкой без воздушного десанта и поддержки авиации;
- высадка на северо-восточном побережье Кубы;
- высадка в бухте Кочинос, которая к 16 марта превратилась в план «Запата».

## Внутриполитические соображения США
Вскоре после одобрения Эйзенхауэром плана морского десанта, в США произошла смена администрации, и президентом стал Кеннеди. К моменту прихода нового президента практические детали не были уточнены, и после катастрофы Эйзенхауэр оправдывался, что при нём всего-навсего происходила подготовка небольшого числа кубинцев, «несмотря на большое количество разговоров, ещё не было планов с конкретной численностью, местом высадки или поддержкой».
Кеннеди был извещён о подготовке операции ещё во время предвыборной кампании. После его победы на выборах, в ноябре 1960 года Даллес и Бисселл проинформировали будущего президента о деталях операции, Кеннеди не высказал возражений, и подготовка продолжилась. Однако, ключевые сотрудники будущей администрации не были проинформированы, а Кеннеди не запросил дополнительной информации. В результате, по словам Т. Манна, который неуспешно пытался наладить передачу дел между администрациями, получилась «глупость — как будто она [операция] исчезнет, если ей не заниматься. Кеннеди пытался игнорировать её, когда у него ещё было много месяцев, чтобы подумать».
Вышеупомянутый план ЦРУ от 4 января 1961 года явно упоминал необходимость получить согласие нового президента на авиационную поддержку десанта.
Руки Кеннеди были связаны занятой им во время предвыборной кампании позицией конфронтации с Кастро. В ходе кампании он атаковал Эйзенхауэра за допущенную им возможность появления коммунистической угрозы «в 90 милях от США». Эта позиция привлекла к нему избирателей, но, после прихода к власти, сделала отмену операции почти невозможной; по словам Роберта Кеннеди, «все бы сказали, что он струсил… это был план Эйзенхауэра; люди Эйзенхауэра были уверены в успехе».
Сам Кеннеди предпочитал стратегию постепенного наращивания партизанской борьбы и неоднократно это высказывал, но ЦРУ оценивало такие действия в то время как невозможные, в том числе и из-за позиции подготовленных для десанта кубинских эмигрантов, которые считали, что открытая атака имеет бо́льшие шансы на прямую военную поддержку США. Не убеждённый в оценках ЦРУ, Кеннеди медлил, но подготовка операции шла своим ходом, и промедление приближало президента к одобрению десанта.
Кеннеди продолжал сомневаться в выбранном плане операции. Так, 4 апреля он вновь сообщил, что предпочёл бы видеть силу вторжения численностью 200—250 человек; ЦРУ вновь ответило, что это невозможно.

### «Вторая фаза»
В феврале 1961 года обсуждение того, что случится после высадки десанта и захвата им плацдарма (так называемой «фазы 2»), было практически прекращено, несмотря на разногласия между Бисселлом и Манном. Бисселл впоследствии обосновывал это тем, что планирование последующих стадий в тайных операциях обычно неполное, так как исход первой фазы обычно трудно предсказать: «у нас не было согласия по поводу того, что делать после создания плацдарма».
Разногласия по поводу фазы 2 имели место не только между ЦРУ и госдепом, но и внутри ЦРУ. Бисселл и окружающие его люди в ЦРУ верили, что, если десант сумеет продержаться несколько дней, то он сумеет продержаться и месяц, а, тем временем, пока Кастро не может отбить плацдарм, ВВС восставших контролируют небо, бомбят без перерыва и с возрастающей эффективностью — что-нибудь да случится. Однако, при этом Хокинс считал, что бригада привлечёт молодёжь, усилится и пойдёт на Гавану, а сам Бисселл думал, что более вероятны варианты с признанием временного правительства и прямой поддержкой его либо со стороны США, либо ОАГ. Неверие Манна в возможность какого-либо успеха в фазе 2 не пошло дальше меморандума: оказавшись по сути в одиночестве, в решающий момент он не стал возражать против десанта — но жаждал прекратить своё участие в планировании операции и покинул Вашингтон до высадки; во время катастрофы Манн был послом в Мексике.
По сути, имело место фундаментальное расхождение между взглядами президента и ЦРУ в оценке того, что будет происходить, если высадка не будет развиваться по оптимистическому сценарию: Даллес и Бисселл считали, что, поставленный перед выбором между провалом операции и прямым военным вмешательством США, президент выберет открытое вторжение на Кубу. Кеннеди в процессе планирования неоднократно дал понять, что он не отдаст такого приказа, но Бисселл, в частности, предполагал, что, будучи поставленным перед фактом возможного провала, Кеннеди изменит своё мнение. По словам П. Глейхесиса, Кеннеди и ЦРУ в этом момент напоминали корабли, расходящиеся ночью разными курсами, но не понимающие этого. Чтобы добиться утверждения плана президентом, ЦРУ продолжало описывать возможность перехода десанта к партизанской борьбе и, тем самым, невозможность полного провала, хотя на самом деле даже не планировало этого варианта (напевая «колыбельную» для президента по оценке Глейхесиса).

## Подготовка к вторжению
Подготовка проходила в полной секретности, по словам самого Эйзенхауэра, «каждый должен был быть готов поклясться, что он ничего об этом не слышал». Планирование операции проводилось подобно PBSUCCESS, специальным подразделением внутри Директората планов, практически без участия Директората разведки.
Общее руководство операцией (получившей кодовое наименование операция «Плутон») осуществлял директор ЦРУ Аллен Даллес. Ответственным за разработку и реализацию операции являлся генерал Ричард М. Бисселл, занимавший должность заместителя директора ЦРУ по планированию. При этом Даллес предоставил Бисселлу широкую свободу действий в оперативных вопросах. Действия госдепартамента по подготовке вторжения координировал помощник государственного секретаря США Уайтинг Уиллауэр. Руководителем проекта (группы WH/4) внутри ЦРУ был Дж. Эстерлайн.
ЦРУ дало распоряжение организовать подготовку кубинцев, бежавших от режима Кастро и находившихся в эмиграции на территории США и в странах Латинской Америки, а также поставлять им оружие и боеприпасы.
Во второй половине марта 1960 года в Майами была создана оперативная группа ЦРУ из числа тех сотрудников, кто в своё время работал на Кубе и хорошо знал страну. Первоначально «оперативная группа» насчитывала 10 человек, но уже через несколько недель её численность была увеличена до 40 и впоследствии продолжала расти.
1 августа 1960 года Вашингтон представил Межамериканскому комитету мира меморандум «Ответственность кубинского правительства за увеличение международной напряжённости в Западном полушарии».
Для размещения и подготовки кубинских наёмников были созданы семь военных лагерей в отдалённых районах на Тихоокеанском побережье Гватемалы; власти страны предоставили ЦРУ право пользоваться аэродромом. Также власти Никарагуа предоставили ЦРУ аэродром и порт.
В это же время были предприняты значительные усилия для консолидации политических противников Кастро (уже создавших около 60 объединений и групп). В результате был создан «Демократический революционный фронт» («Frente»), в который вошли пять группировок, его руководителем стал Мануэль А. Верона.
В ноябре 1960 года под предлогом «защиты Никарагуа и Гватемалы от возможного нападения со стороны Кубы» США отправили к побережью Кубы группу военных кораблей военно-морских сил США, что являлось очередным этапом подготовки к десантной операции в бухте Кочинос.
Подготовка операции не осталась незамеченной. Отдельные упоминания о военной подготовке кубинских эмигрантов появились в открытой печати. 31 декабря 1960 года на заседании сессии Генеральной Ассамблеи ООН и 4 января 1961 года на заседании Совета Безопасности ООН министр иностранных дел Кубы Рауль Кастро Роа сделал заявление о подготовке американскими спецслужбами вооружённого вторжения на Кубу.
После вступления в должность президента Дж. Ф. Кеннеди, 20 января 1961 года А. Даллес и Р. Бисселл ознакомили его с планом десантной операции («операция Тринидад»), и президент высказал пожелание, чтобы план был дополнительно изучен экспертами Пентагона. 26 января состоялось совещание, в результате которого был утверждён несколько изменённый вариант плана операции, предусматривавший увеличение количества десантников с 800—1000 до 1443 чел., предоставление им бульдозеров и инструментов для подготовки полевого аэродрома, а также дополнительного вооружения.
В марте 1961 года из кубинских эмигрантов в Майами было сформировано будущее правительство страны — «кубинский революционный совет», в состав которого вошли Хосе Миро Кардона, Мануэль А. Верона и Мануэль Рей.
3 апреля 1961 года госдепартамент США опубликовал т. н. «Белую книгу» с целью дискредитировать правительство Кубы и лишить его международной поддержки, а также дать теоретическое обоснование вторжению.
4 апреля 1961 года был утверждён окончательный вариант плана операции («Operation Zapata»).
- с целью маскировки, корабли с десантом должны были следовать к Кубе под флагом Либерии, а ночью — не включать бортовые огни[4];
- дату десантной операции (D-Day) перенесли с 5 апреля на 17 апреля 1961 года;
- с целью скрыть степень участия США в подготовке вторжения[22], десантировать основные силы — «бригаду 2506» предполагалось не в порту Тринидад, а в 100 милях западнее, в малонаселённом районе бухты Кочинос;
- десантирование предполагалось начать не на рассвете, а ночью;
- одновременно, в районе Пинар-дель-Рио (провинция Орьенте) отряд из 168 «коммандос» под командованием Нино Диаса должен был провести отвлекающий манёвр — имитировать десантирование крупных сил со взрывами и стрельбой;
- перед началом десантирования 16 самолётов B-26 должны были нанести бомбовые удары с базы Пуэрто-Кабесас (Никарагуа) по трём аэродромам ВВС Кубы, местам сосредоточения армейских подразделений, складам горючего, шести трансформаторным станциям и др. ключевым объектам обороны острова (всего 48 самолёто-вылетов);
- находившиеся на Кубе противники Кастро должны были активизировать антиправительственную деятельность, саботаж и диверсии[23].

По словам командира кубинской «бригады 2506», перед началом операции представитель ЦРУ, полковник Фрэнк Бендер обещал ему поддержку со стороны вооружённых сил США («в случае необходимости, на помощь вашей бригаде придет морская пехота»).
8 апреля 1961 года в эфире прозвучало радиообращение к кубинскому народу и правительствам стран Латинской Америки с призывом начать вооружённую борьбу против Кастро.
9 апреля 1961 года началось выдвижение «бригады 2506» из тренировочных лагерей на территории Гватемалы — на базу «Трамплин» (в порту Пуэрто-Кабесас) для погрузки на корабли.
10 апреля 1961 года в ходе обучения личного состава «бригады 2506» обращению с взрывными зарядами в результате взрыва заряда C-4 погиб один из находившихся вместе с десантируемыми инструкторов США — кадровый сотрудник ЦРУ Нильс Бэни Бэнсон (после завершения операции он был официально включён в число погибших в ходе операции и внесён в перечень погибших при исполнении служебных обязанностей сотрудников ЦРУ США на мемориале «CIA Memorial Wall» в Лэнгли, однако обстоятельства его гибели длительное время оставались засекреченными).

## Боевые действия

### Диверсии и саботаж
Перед началом операции на Кубе активизировалась «пятая колонна» противников кубинской революции (которые получили среди революционеров презрительное прозвище «гусанос», исп. gusanos — букв. «червяки»). 18 марта 1961 года на совещании в пригороде Гаваны органами государственной безопасности Кубы были арестованы 20 лидеров «гусанос», в результате последовавших затем операций деятельность «пятой колонны» на острове была во многом дезорганизована.
20 марта была обнаружена и уничтожена диверсионная группа из 8 «гусанос», высаженная с катера на побережье в районе Пинар-дель-Рио.
Наиболее крупной акцией стал поджог 13 апреля в Гаване крупнейшего на острове универсального магазина «Энканто» (El Encanto), в результате пожара погиб один человек и несколько получили ранения.

### События 14—16 апреля
14 апреля 1961 года американский самолёт-разведчик U-2 совершил фотосъёмку кубинских аэродромов, в результате которой было установлено местонахождение 15 из 24 самолётов кубинской авиации.
Утром 15 апреля 1961 года 8 бомбардировщиков B-26 с опознавательными знаками кубинских ВВС нанесли удары по трём аэродромам с целью уничтожить кубинскую авиацию. Однако кубинское военное командование успело рассредоточить и замаскировать самолёты, на аэродромах остались в основном неисправные машины и макеты. В результате из 24 самолётов ВВС Кубы (15 шт. B-26, 6 шт. Sea Fury и 3 шт. T-33) были уничтожены лишь 2 (по официальным данным правительства Кубы) или 3 (по данным некоторых советских и американских источников). Однако, основываясь на сообщениях пилотов, организаторы вторжения сделали вывод, что ВВС Кубы уничтожены.
Из атаковавших B-26 два, в результате зенитного огня кубинцев, получили повреждения — один из них упал в море в 50 км к северу от Кубы (экипаж в составе двух человек погиб), второй повреждённый самолёт совершил посадку на авиабазе в Ки-Уэст, но в дальнейшем в операции участия не принимал.
Третий B-26 совершил посадку в международном аэропорту Майами. Пилот этого самолёта сделал заявление, что он и его соратники являются дезертирами из ВВС Кубы, после чего обратился к властям США с просьбой о предоставлении политического убежища. Однако попытка дезинформации не увенчалась успехом, так как приглашённые журналисты заметили отличия приземлившегося варианта B-26 от тех, которые состояли на вооружении ВВС Кубы, и обратили внимание на то, что, вопреки рассказу пилотов, пулемёты бомбардировщика не применялись (стволы были чистыми). Инцидент вызвал значительный международный резонанс.
Повторный налёт на Кубу был отменён по распоряжению президента Кеннеди.
В ночь с 15 на 16 апреля «отряд особого назначения» из 168 эмигрантов под командованием Ихинио Диаса, доставленный к побережью Кубы на американском судне «Плайя» под коста-риканским флагом, должен был высадиться в провинции Орьенте и отвлечь на себя внимание частей береговой обороны. Однако поскольку берег патрулировался, высадить десант не удалось, и группа вернулась назад. Тем не менее после получения информации о появлении кораблей и возможной высадке десанта правительство Кубы направило в этот район 12 пехотных батальонов.
Во второй половине дня 16 апреля, в «точке встречи Зулу» (Rendezvous Point Zulu), на расстоянии 65 км от побережья Кубы флот вторжения «кубинских экспедиционных сил» встретился с соединением американских боевых кораблей и продолжил движение в их сопровождении. Непосредственно перед высадкой десанта американские корабли остановились.
В состав соединения ВМС США под общим командованием адмирала Бэрка входили два эсминца, а также авианосцы «Эссекс» и «Боксер» (на борту последнего в боевой готовности находился батальон морской пехоты). Кроме того, в этот район был направлен авианосец «Шангри-Ла» с несколькими кораблями эскорта.
В составе флота «кубинских экспедиционных сил» насчитывались два десантных корабля (LCI «Blagar» и LCI «Barbara J») и пять грузовых судов — «Хьюстон» (кодовое обозначение «Aguja»), «Рио Эскондидо» (кодовое обозначение «Ballena»), «Карибе» (кодовое обозначение «Sardina»), «Атлантико» (кодовое обозначение «Tiburón») и «Лейк Чарльз». На десантных кораблях были установлены радары и зенитные пулемёты, на транспортных судах — зенитные орудия.

### Десантная операция и сражение приПлайя-Хирон
Около полуночи 17 апреля началось десантирование «бригады 2506» в районе бухты Кочинос. В соответствии с планом операции, высадка морского десанта одновременно производилась на трёх участках:
- в Плайя-Ларга (условное наименование «Красный пляж»), здесь планировалось высадить 2-й и 5-й пехотные батальоны;
- в Плайя-Хирон («Голубой пляж»), здесь высаживались основные силы — 6-й пехотный, 4-й танковый батальоны и артиллерийский дивизион;
- в 25 км к востоку от Плайя-Хирон («Зелёный пляж»), здесь высаживался 3-й пехотный батальон.

Местные силы самообороны, пытавшиеся воспрепятствовать десантной операции (сначала патруль 339-го батальона из пяти человек, а затем местный отряд «народной милиции» численностью около 100 чел.), понесли потери и были вынуждены отступить. Однако уже в 03:15 о десанте узнало высшее кубинское руководство, которое сумело быстро сориентироваться в ситуации.
На территории страны было введено военное положение и объявлена всеобщая мобилизация. Фидель Кастро обратился с радиообращением к гражданам страны с призывом дать отпор силам вторжения. В район высадки были направлены отряды народной милиции из районов Крусеса, Сьенфуэгоса, Колона, Агуада-де-Пасахероса, Матансаса, Карденаса и Ховельяноса, а также армейский пехотный батальон (900 чел.). Но положение осложнялось тем, что ближайшие части кубинской армии (пехотный полк, танковый батальон и артдивизион) находились в городе Санта-Клара, в 120 км от места высадки.
С наступлением рассвета самолёты ВВС Кубы (два T-33, два B-26 и три Sea Fury) нанесли несколько ударов по месту высадки. Были потоплены 2 транспортных судна («Хьюстон», на котором находился в полном составе пехотный батальон, и «Рио-Эскондидо», перевозивший большую часть боеприпасов и тяжёлого вооружения «бригады 2506») и 2 десантные баржи; в результате взрыва «Рио-Эскондидо» бригада потеряла 145 тонн боеприпасов и 3 тыс. галлонов (11 тыс. литров) топлива. Во время авианалёта находившийся на «Хьюстоне» сотрудник ЦРУ США Линч принимал непосредственное участие в боевых действиях против Кубы, он вёл по кубинским самолётам огонь из 12,7-мм зенитного пулемёта. 

К 11 часам два оставшихся транспорта «бригады 2506» отошли в открытое море.

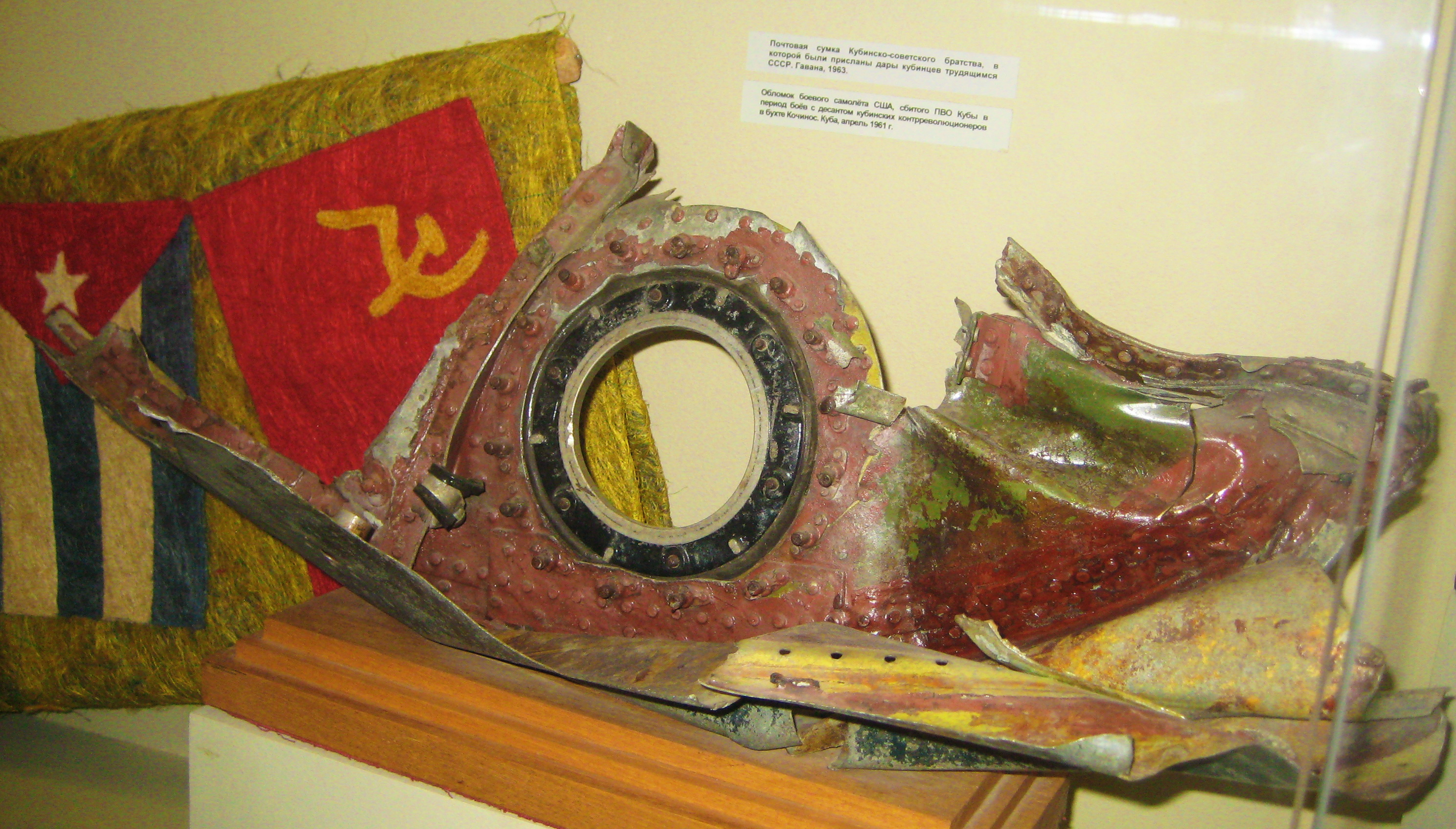
Обломок боевого самолёта США, сбитого ПВО Кубы в период боев с десантом кубинских контрреволюционеров в бухте Кочинос. Куба, апрель 1961. Государственный центральный музей современной истории России

Также, около 07:30 шесть военно-транспортных самолётов (пять C-46 и один C-54) произвели, в соответствии с планом «Сокол», выброску 1-го воздушно-десантного батальона «бригады 2506» (177 чел.) в районе Сан-Блас.
В середине дня 17 апреля наступление десантников было остановлено превосходящими силами правительства Кастро, которое использовало против них танки, гаубичную артиллерию и авиацию. В этот день тремя выстрелами из противотанковых гранатомётов был уничтожен один танк Т-34-85 — это был единственный уничтоженный танк кубинской армии за всё время боевых действий.
Вечером 17 апреля по десанту было выпущено более двух тысяч 122-мм снарядов, однако артобстрел длинного и узкого фронта оказался малоэффективным, поскольку десантники уже успели окопаться.
В течение 18 апреля 11-й батальон кубинской армии выбил парашютистов из Соплильяра и начал продвижение на Кайо-Рамона; 12-й кубинский батальон при поддержке танков и артиллерии выбил противника из Плайя-Ларга, а наступавшие из района Кавадонги и Ягуарамаса кубинские армейские части и подразделения народной милиции подошли к Сан-Бласу. К исходу дня силы вторжения были блокированы в треугольнике Плайя-Хирон — Кайо-Рамона — Сан-Блас, их дальнейшее продвижение было остановлено.
С целью «воодушевить» эмигрантов несколько американских палубных штурмовиков A4D-2N с авианосца «Эссекс» (с закрашенными опознавательными знаками) осуществили полёт над районом боевых действий бухты Кочинос.
В ночь с 18 на 19 апреля на подготовленную грунтовую посадочную полосу в Плайя-Хирон сел C-46, который доставил оружие и боеприпасы, а также забрал несколько раненых.
19 апреля организаторы вторжения приняли решение о бомбардировке позиций кубинских войск пятью самолётами B-26. Поскольку лётчики-гусанос отказались лететь на выполнение самоубийственной, по их мнению, задачи, в четыре самолёта сели американские пилоты (Mad Dog Flight).
Бомбардировщиков должны были сопровождать реактивные истребители США с авианосца «Эссекс», но самолёты разминулись, и два B-26 с экипажами из граждан США (пилотами Национальной гвардии штата Алабама) были сбиты кубинскими ВВС.

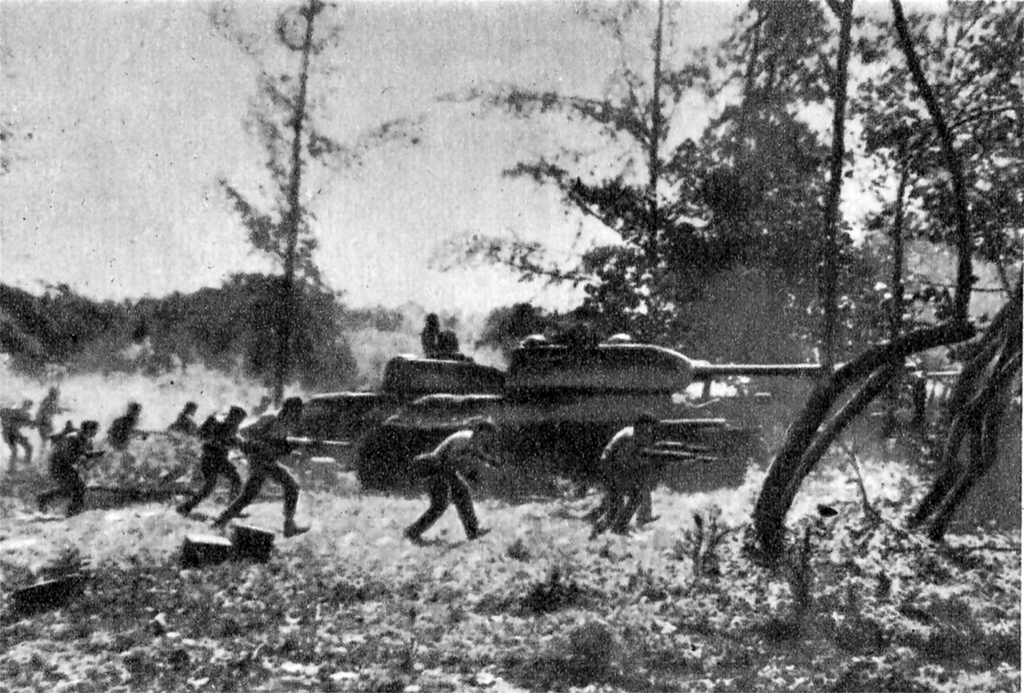
Контратака Кубинских революционных вооружённых сил при поддержке танков Т-34 в районе Плайя-Хирон, 19 апреля 1961 года.

В это же время никарагуанский диктатор Сомоса предложил использовать для поддержки с воздуха шесть истребителей P-51 «Мустанг» ВВС Никарагуа (на которых начали закрашивать опознавательные знаки), однако это решение было отклонено.
В этот же день кубинские танки Т-34-85 уничтожили два танка «бригады 2506».
Во второй половине дня два американских эсминца — USS Eaton (кодовое обозначение Santiago) и USS Murray (кодовое обозначение Tampico) — приблизились к побережью бухты Кочинос с целью эвакуировать личный состав сил вторжения, однако после нескольких выстрелов в их сторону из танковых орудий корабли ушли в открытое море.
19 апреля 1961 года в 17:30 боевые действия были окончены, «бригада 2506» прекратила сопротивление (хотя прочёсывание местности и задержание отдельных скрывавшихся наёмников продолжалось в течение пяти следующих дней).
В период с 19 по 22 апреля американские самолёты совершили несколько разведывательных вылетов в район бухты с целью уточнить оперативную обстановку и обнаружить на побережье, прибрежных рифах или в море уцелевших членов «бригады 2506».

### Результаты сражения
В целом, потери «кубинской» бригады 2506 составили 114 человек убитыми и 1202 пленными (из них 9 чел. скончались во время транспортировки).
Трофеями кубинской армии стали 5 танков M41 «Уокер Бульдог», 10 бронеавтомобилей M8, орудия, стрелковое вооружение.
ВВС и ПВО Кубы сбили 12 самолётов (B-26 «Инвэйдер», C-46 и других типов, осуществлявших прикрытие десанта, в том числе несколько с экипажами из граждан США), из них 7 B-26 и 1 C-46 было сбито кубинскими истребителями, не понёсшими потерь.
Правительство Кубы оценило ущерб, причиненный стране вторжением, в сумму 53 млн долларов.
В апреле 1962 года состоялся судебный процесс над пленными «гусанос» из «бригады 2506», и в декабре того же года они были переданы США в обмен на партию медикаментов и продовольствия на сумму 53 млн долларов, которые были предоставлены от имени благотворительного фонда «Tractors for Freedom Committee».

## Последующие события
Провал операции вызвал значительный резонанс в США и международном масштабе. В Каире, Джакарте, Рио-де-Жанейро и Лиме демонстранты предприняли попытки штурмовать дипломатические миссии США.
На заседании ООН представители 40 стран осудили агрессию США против Кубы.
Правительство СССР осудило вооружённое вторжение и направило США ноту протеста с призывом принять меры к прекращению агрессии против Кубы.
В 1986 году представители научного сообщества США (американские историки Говард Зинн, Уильям Эпплман Вильямс, Габриэль Колко, Ллойд Гарднер, Дэвид Горовиц и др.) признали, что операция США в 1961 году являлась вмешательством США во внутренние дела Кубы, актом агрессии США против Кубы и прямым нарушением статьи 18 устава Организации американских государств, под которым США в 1948 г. поставили свою подпись, запрещающей кому бы то ни было вмешиваться во внутренние дела любой страны. Текст экспертного заключения был полностью опубликован в журнале «The Nation».

### Обзор генерала Максуэлла Тейлора
22 апреля 1961 президент Кеннеди потребовал от генерала Максуэлла Тейлора, генерального прокурора Роберта Ф. Кеннеди, адмирала Арли Бёрка и директора ЦРУ Алена Даллеса сформировать Группу по изучению Кубы, чтобы изучить причины провала операции. 13 июля генерал Тейлор направил доклад комиссии по расследованию президенту Кеннеди. Причины разгрома, по мнению составителей доклада, были связаны с недостатком скорейшего развёртывания, невозможностью добиться успеха тайными средствами, сказались также недостаточная воздушная поддержка (недостаточное количество привлечённых пилотов и нанесённых авиаударов), недостаточное количество предоставленного «бригаде 2506» вооружения, боеприпасов, затопление кораблей бригады.
Рассекреченные документы правительства США свидетельствуют, что после провала операции в бухте Кочинос США продолжали рассматривать и подготавливать прямое военное вторжение на Кубу.
Согласно данным доклада Объединённого комитета начальников штабов США (Операция «Нортвудс») 13 марта 1962 года в качестве причины для прямой военной интервенции на Кубу предполагалось использовать ряд провокаций, в частности:
1. Диверсии внутри и вокруг американской военной базы в Гуантанамо (в качестве примеров рассматривались: поджог самолёта и затопление корабля; при этом было необходимо опубликовать в СМИ список несуществующих «погибших»).
2. Затопление судна с кубинскими беженцами.
3. Организовать террористические акты в Майами, других городах Флориды и в Вашингтоне, направленные на кубинских беженцев. Произвести арест «кубинских агентов» и опубликовать липовые «документы».
4. Совершить авианалёт на территорию сопредельных с Кубой государств.
5. Сымитировать атаки на пассажирские самолёты и сбить беспилотный американский самолёт или взорвать радиоуправляемый корабль. Для имитации атак использовать, перекрашенный под «кубинский МИГ» истребитель F-86 «Сейбр». Также планировалось опубликовать в газетах список погибших в сбитом самолёте или взорванном корабле.
6. Сымитировать сбитие военного самолёта США кубинским МиГом.

В каждом из инцидентов предполагалось обвинить кубинское правительство.

#### «Гусанос»
Употреблявшийся Фиделем Кастро в отношении сторонников вооружённого свержения революционного правительства (в том числе, в отношении участников операции в бухте Кочинос 1961 года) и членов диверсионно-террористических группировок кубинских эмигрантов (таких, как «Повстанческое движение за возрождение революции», Альфа 66, «коммандо L», «Движение 30 ноября» и др.), термин гусанос (исп. gusanos «черви») используется для обозначения проамериканской оппозиции правительству Ф. Кастро до настоящего времени.

### Рассекречивание документов
В 2001 году правительство Кубы рассекретило материалы и документы, относившиеся к действиям кубинской армии во время боевых действий в бухте Кочинос.

## Память

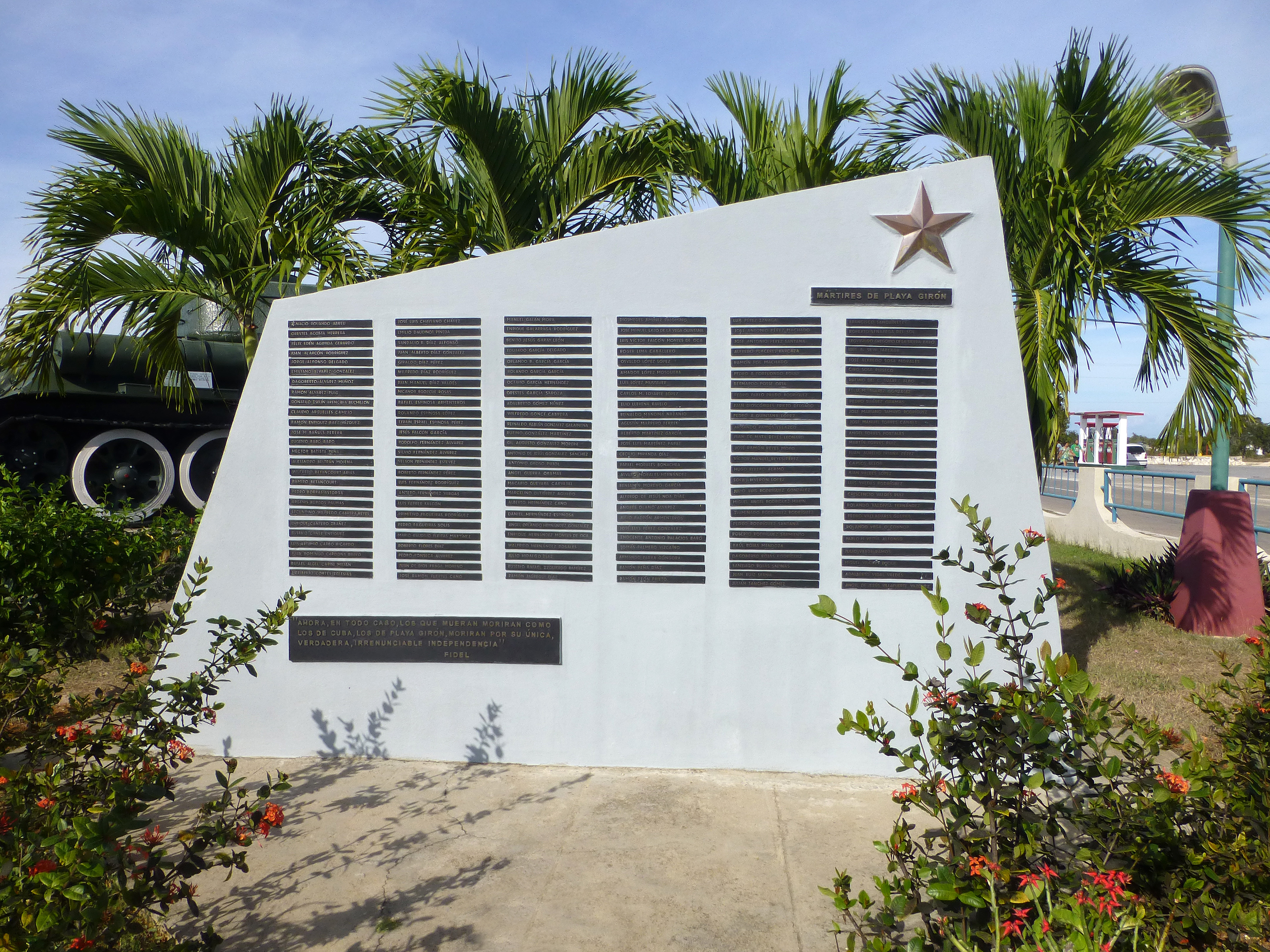
Мемориал погибшим защитникам Кубы в музее на месте сражения

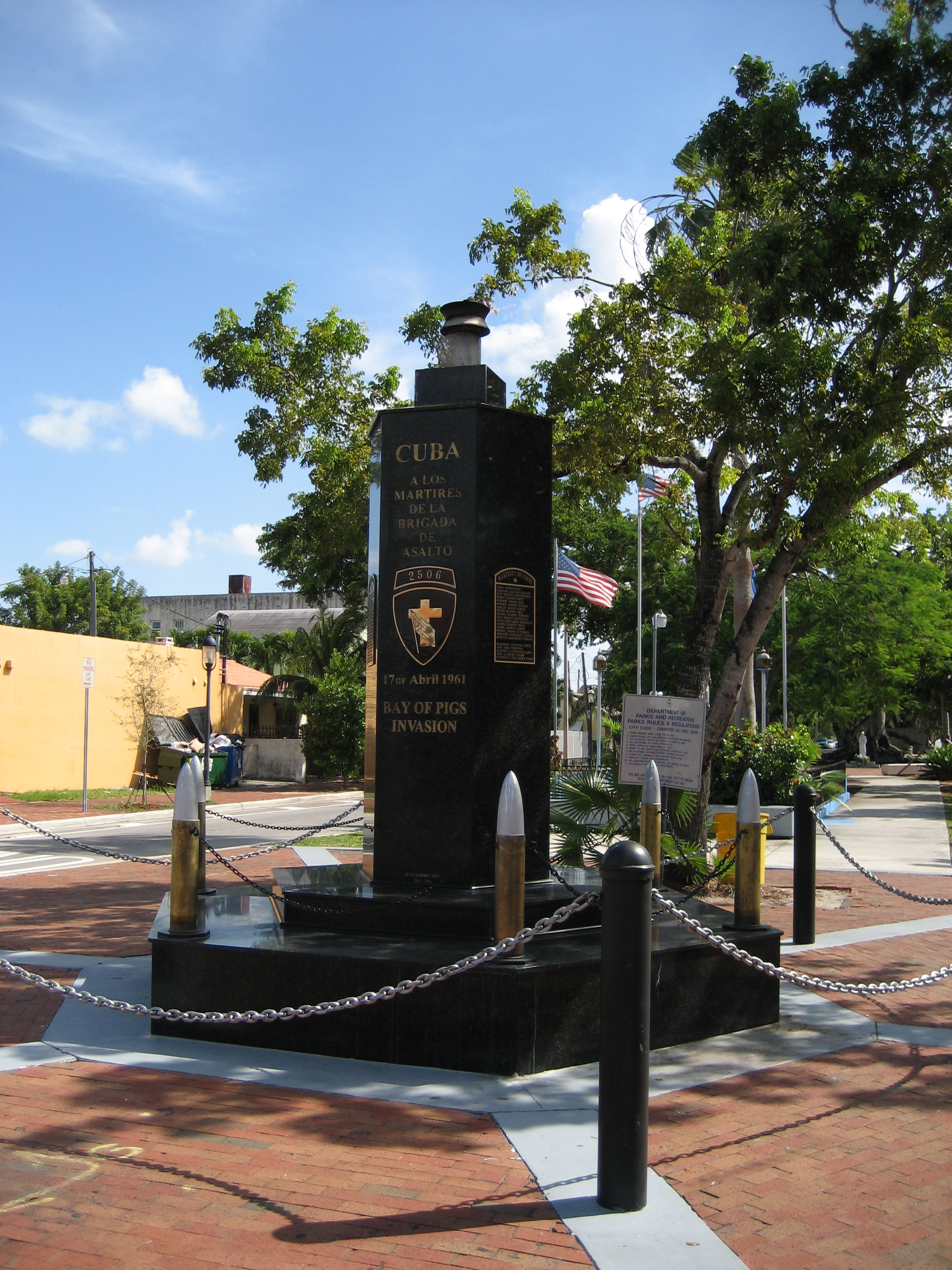
Мемориал бухты Кочинос в Маленькой Гаване — Майами, Флорида.

Позднее в Плайя-Хирон был открыт музей операции, у входа в который установлен один из самолётов кубинских ВВС («Си Фьюри»), участвовавший в операции. Вдоль всей дороги, по которой к Плайя-Хирон шли кубинские войска, в местах гибели солдат при бомбёжках установлены памятные обелиски. Победа ежегодно отмечается 19 апреля, в её ознаменование 17 апреля установлен День ВВС и ПВО, а 18 апреля — День танкиста. 
- В июле 1961 года Советом министров страны был учреждён орден «Плайя-Хирон» — одна из высших государственных наград Кубы.
- в начале войны во Вьетнаме один из батальонов партизан НФОЮВ получил название "Плайя-Хирон" - в честь победы кубинцев 1961 года[49]
- В 2001 году на Кубе была выпущена юбилейная монета «La Victoria de Playa Giron — 40 aniv.» номиналом 1 песо.

Также этому событию посвящена песня "Bay of Pigs" шведской группы Civil War. На YouTube клип песни набрал 5 миллионов просмотров.